# Laurenty (Streza)
Laurenty, imię świeckie Liviu Streza (ur. 12 października 1947 w Sâmbăta de Sus) – rumuński biskup prawosławny.

## Życiorys
Syn Iuliego i Vioricy Strezów, w wieku trzynastu lat stracił ojca. Ukończył liceum w Făgăraș i studia teologiczne w Instytucie Teologicznym Uniwersytetu w Sybinie, uzyskując stopień licencjata teologii. W 1969 ożenił się z Eugenią Stanciu, z którą miał w kolejnych latach pięcioro dzieci. W grudniu 1969 został wyświęcony na kapłana i skierowany do pracy duszpasterskiej w Lisie (dekanat Făgăraș). Jej proboszczem pozostawał do 1976.
W latach 1970–1973 kontynuował studia w Instytucie Teologicznym Uniwersytetu w Bukareszcie, przygotowując się do obrony doktoratu ze specjalnością w dziedzinie liturgiki i sztuki chrześcijańskiej. W roku następnym został asystentem w Instytucie Teologicznym Uniwersytetu w Sybinie, gdzie pracował do 1986. Oprócz działalności naukowej i dydaktycznej w swoim obszarze specjalizacji prowadził lektoraty języków greckiego i francuskiego. Równocześnie kontynuował studia w zakresie teologii w Instytucie Ekumenicznym w Bossey oraz na Wydziale Teologii Katolickiej Uniwersytetu we Freiburgu. W 1985 obronił pracę doktorską w dziedzinie teologii. Dwa lata później uzyskał tytuł profesora uniwersyteckiego w zakresie liturgiki, teologii pastoralnej i sztuki chrześcijańskiej. Członek międzynarodowego stowarzyszenia naukowego „Societas Liturgica”.
4 lipca 1996 został nominowany na biskupa caransebeskiego. W związku z tym 20 lipca 1996 złożył wieczyste śluby mnisze w monasterze Brancoveanu, przyjmując imię zakonne Laurenty. Jego chirotonia biskupia odbyła się 11 sierpnia tego samego roku pod przewodnictwem metropolity banackiego Mikołaja.
Pracował w komisji ds. dialogu między Rumuńskim i Serbskim Kościołem Prawosławnym, przewodniczył komisji kanonizacyjnej Rumuńskiego Kościoła Prawosławnego i był wiceprzewodniczącym komisji liturgicznej.
W 2005 mianowany metropolitą Siedmiogrodu, został intronizowany w soborze metropolitalnym w Sybinie 13 listopada tego samego roku.